# Giovanni Vincenzo Tasso
Giovanni Vincenzo Tasso oder Jean-Vincent Tasso (* 13. August 1850 in Montiglio, Provinz Asti; † 24. August 1919 in Aosta) war ein italienischer Geistlicher. Er war Bischof von Aosta im Aostatal.

## Leben
Giovanni Vincenzo Tasso war der Sohn von Giacomo Tasso und Teresa Scaglia. Von 1862 bis 1865 besuchte er die Schule der Kongregation vom Oratorium des heiligen Philipp Neri in Turin und nahm später am Unterricht bei Don Bosco teil. Er empfing am 29. März 1873 bei den Lazaristen die Priesterweihe.
Am 30. März 1908 wurde er von Pius X. zum Bischof des Bistums Aosta ernannt. Die Bischofsweihe spendete ihm der Kardinal Rafael Merry del Val y Zulueta, Kardinalpriester von Santa Prassede, am 28. Mai 1908.
Giovanni Vincenzo Tasso starb in Aosta am 24. August 1919.
In der neugotischen Kapelle Notre-Dame du Rosaire in der Kathedrale von Aosta befindet sich ein Relief mit dem Porträt des Bischofs.